# Johannes Koppen
Johannes Koppen (* 11. März 1656 in Hersfeld; † 4. April 1718 in Kassel) war Bürgermeister von Kassel.

## Leben
Koppen war der Sohn des Hersfelder Obervogts Philipp Koppen und dessen Ehefrau Anna Gertrud Murhard. Koppen heiratete am 11. September 1684 in Kassel Maria Elisabeth Grusemann († 1725), die Tochter des Oberschultheißen Dr. Johann Grusemann. Die gemeinsame Tochter Catherine Elisabeth († 1747, 43-jährig) heiratete Nikolaus Wilhelm Ihring (1699–1757), den Sohn von Dietrich Christoph Ihring. Deren Sohn war Dietrich Christoph Ihringk.
Er besuchte ab 1664 das Gymnasium in Hersfeld und studierte ab 1673 Rechtswissenschaften in Marburg. 1681 beendete er das Studium mit dem Lizentiat. Er lebte als Advokat in Kassel und war dort 1700 und erneut 1713 bis 1715 Bürgermeister.